# 浙江大学医学院附属第一医院
浙江大学医学院附属第一医院，又名浙江省第一医院，简称浙大一院或浙医一院，是附属于浙江大学医学部的一所三级甲等医院。

## 简介
医院前身国立浙江大学医学院附属医院成立于1947年11月1日，由时任浙江大学校长竺可桢教授亲手创建，首任院长为著名内科学、传染病学专家王季午教授。建院之初仅65张床位，66名员工，占地三亩八分，被称为“弄堂医院”。医院在1952年、1960年数易其名，1998年原浙江大学、浙江医科大学等四校合并组建新的浙江大学，并于1999年正式更名为浙江大学医学院附属第一医院（又名浙江省第一医院）。
2004年12月原杭州铁路中心医院合并至浙一医院。
浙医一院拥有一支院士、国家杰青等高层次人才领衔的顶尖人才队伍，现有国家重点学科2个和国家临床重点专科27个（含5个建设项目），在器官移植、传染病、血液病、肾脏病、泌尿系统疾病、临床药学等领域享有盛名，是国内开展大器官移植门类最齐全的医学中心之一。

## 特色
医院拥有中国一流的智能化门诊大楼、智能化医技综合楼、智能化病房综合楼，成立了浙江省首个、国内领先的转化医学中心。
拥有的重点实验室包括：传染病诊治国家重点实验室、浙江省传染病重点实验室、卫生部多器官联合移植研究重点实验室、浙江省器官移植重点研究实验室、浙江省血液肿瘤（诊治）重点实验室、浙江省肾脏疾病防治技术研究重点实验室、国家中医药科研三级实验室（肾病）、国家中医药科研三级实验室（血液）、浙江省中西医结合移植免疫实验室。
有40余个医学指导中心，包括：浙江省器官移植中心、浙江省人工肝技术指导中心、浙江省医院药事管理质控中心、浙江省糖尿病中心、浙江省基因治疗研究中心、浙江省结直肠疾病治疗中心、浙江省口腔颌面疾病诊治中心、浙江省核医学中心、浙江省药品不良反应监察中心、浙江省中毒急救与防治中心、浙江省护理中心等。
医院拥有全国重点实验室1个、国家自然科学基金委基础科学中心1个、国家临床医学研究中心1个，是国家重大传染病救治基地，承担国家疑难病诊治能力提升工程（重症医学方向）建设任务。是国家首批临床教学培训示范中心、国家住院医师规范化培训示范基地、首批国家“大思政课”实践教学基地、首批国家外科基础技能提升项目培训基地，拥有国家级教学团队1个、国家级精品课程3门、国家级一流课程3门，主编/副主编国家级规划教材51部，在首届全国高校附属医院临床实践教育质量评价位列全国前10。

## 院区

### 总部项目（余杭）
浙大一院总部项目又称余杭院区，位于余杭区文一西路1367号，地处杭州未来科技城核心区域，总占地面积365.3亩。总部一期于2020年11月1日正式启用，占地面积202亩，建筑面积30.65万平米，核定床位1200张。总部一期的启用填补了城西医疗健康领域空白。总部二期于2023年11月开工建设，占地163.3亩，建设床位2000张，建筑面积约53万平米，计划于2027年投入使用，定位为“集医疗、教学、科研、保健于一体的高水平综合性医院，具有国际先进水平、医教研深度融合的临床研究中心，国内领先、国际一流的未来智慧医院。”

### 庆春院区（中心院区）
老院区庆春院区位于上城区庆春路79号，在总部一期启用前是总院区，现为医院中心院区。占地76.3亩，建筑面积达17.1989万平米，建有国内一流的智能化新门诊大楼、智能化医技综合楼和智能化病房综合楼，床位2233张，医院主体业务及国家级、省级等重点实验室均设在该院区，现有临床科室53个，医技科室12个。

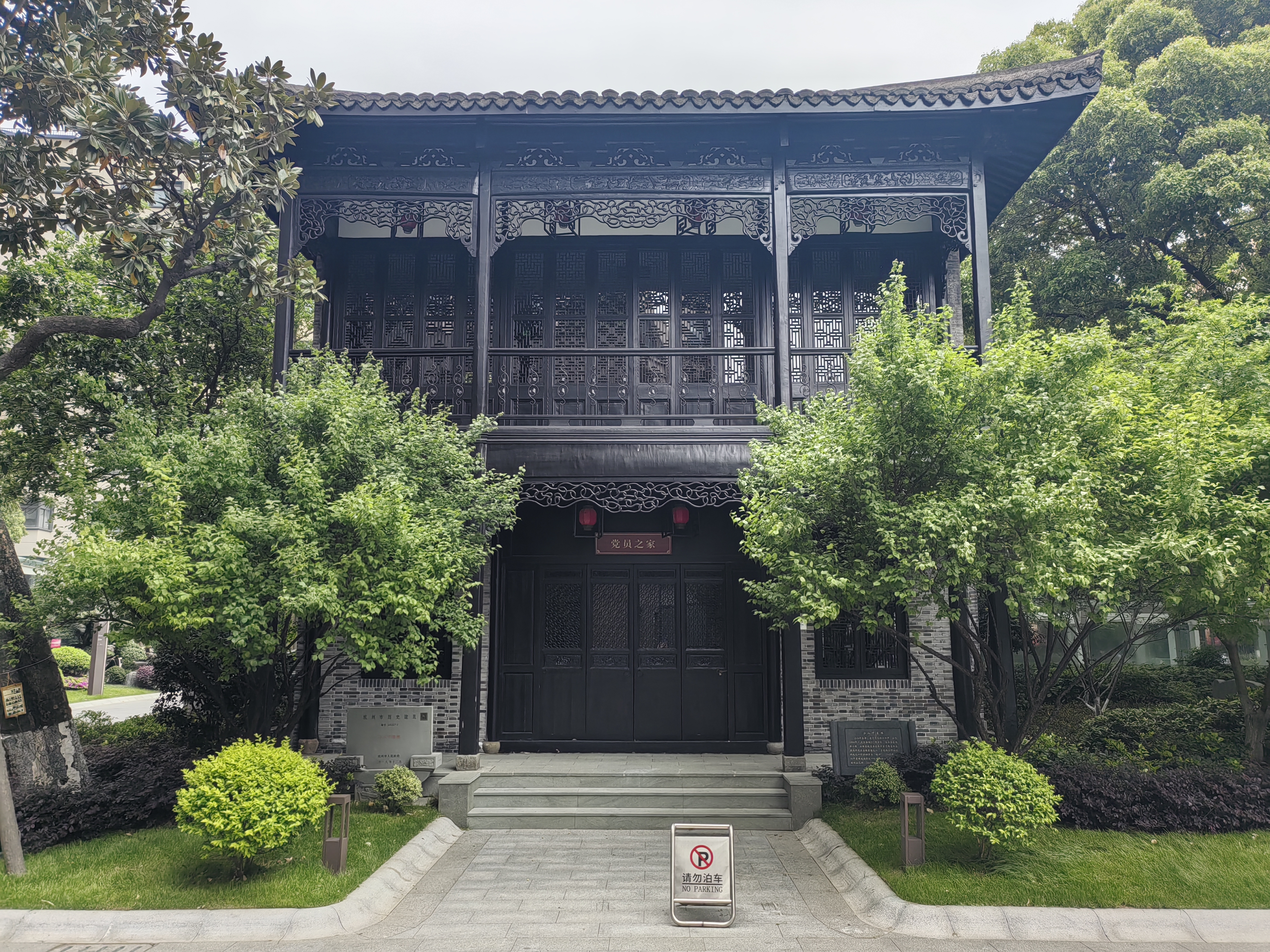
慶春院區內的小八千卷楼為杭州市历史建筑
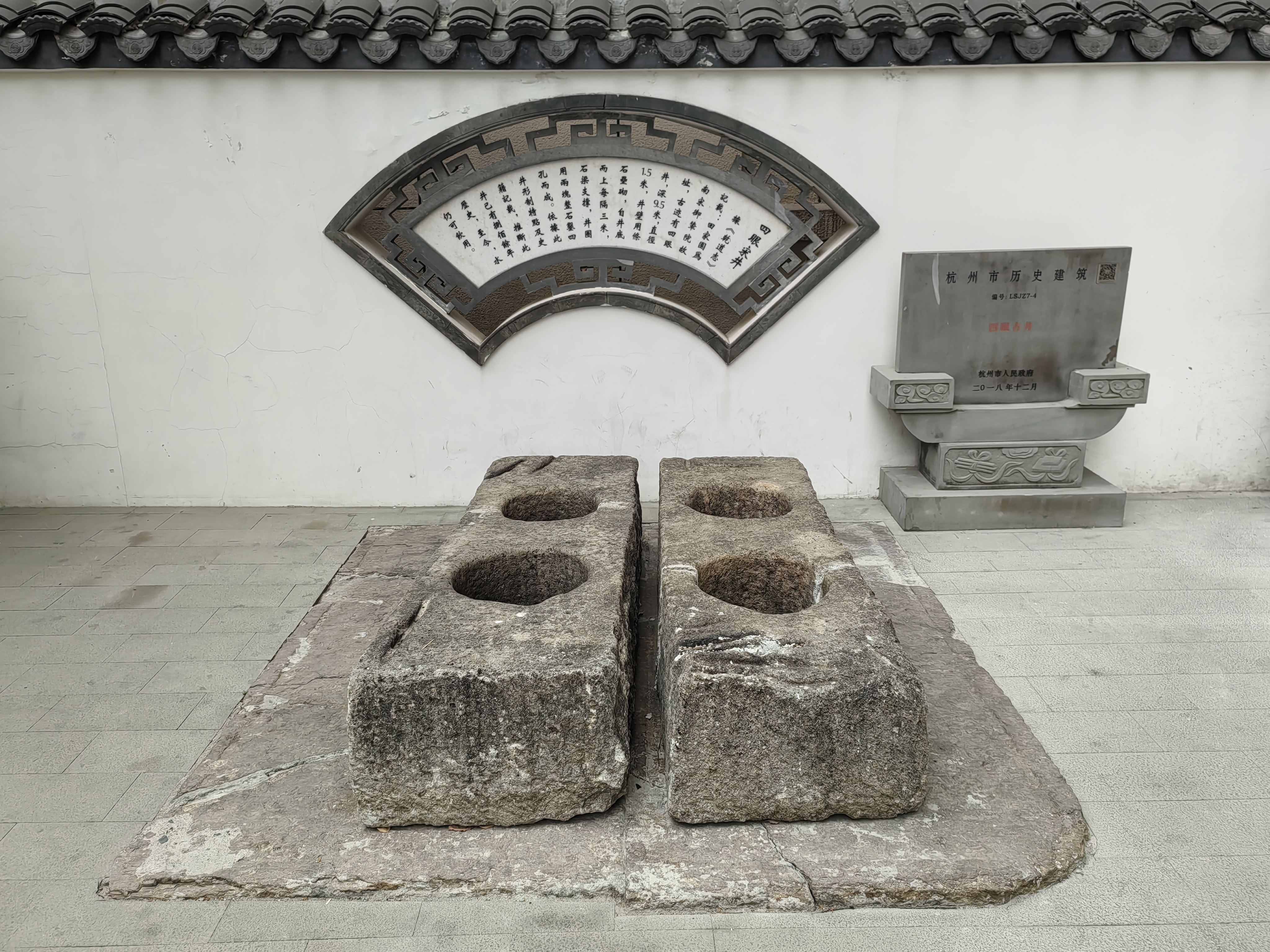
慶春院區內的四眼古井為杭州市历史建筑

### 之江院区
浙大一院之江院区即杭州之江医院，2019年11月1日开业。它由西湖区政府投资建设，浙大一院负责日常经营管理。位于之江国家旅游度假区，西湖区梧桐路366号，320国道、杭州绕城高速、之江大桥都可直达。占地面积150亩，建筑面积17.9万平米，其中地下建筑4万平米；设计日门诊人数5000人，日急诊人数200人，年手术量2.5万台，年出入住院人数6万人，设床位1000张。作为非营利性公益性三级甲等综合性医院，门急诊、疗养康复、科研、教学等功能突出。主要科室有肝胆外科、消化内科、泌尿外科、神经外科、骨科、胸外科、呼吸内科、心内科、神经内科等。

### 城站院区

城站院区

浙大一院城站院区位于上城区城站路58号，占地面积54亩，总建筑面积30000余平米，开放床位820张，是集医疗、教学、科研、预防保健于一体的三级甲等综合性医疗机构，省、市医保定点单位。医疗服务功能以接收住院病人为主，设有血液科、骨髓移植、肿瘤内科、神经内科、呼吸内科、康复医学、干部保健、精神卫生、皮肤科、肛肠外科、普胸外科、甲状腺外科、乳腺外科、肿瘤外科、ICU、肿瘤肝胆胰介入、麻醉科、手术室、中医科等26个临床科（病区）。有放射、检验、输血、超声、心电图、脑电图、内镜、西药、中药等医技科室以及行政后勤等部门。

### 钱塘院区（建设中）
浙江省公共卫生临床中心（浙江大学医学院附属第一医院钱塘院区），位于钱塘区义蓬街道仓北村，北临江东大道，南靠河景路，西临头蓬直河，东接头蓬快速路，与地铁8号线仓北村站无缝衔接。项目规划用地455亩，一次性规划，分两期实施。其中一期已于2023年11月开工建设，用地360亩，总建筑面积约30万平方米，建设床位1500张，主要建设临床中心、科研创新中心、成果转化中心和教学培训中心等。二期预留用地95亩，规划建设床位500张。

### 其它院区

#### 钱塘转化中心
浙大一院钱塘转化中心位于钱塘区幸福南路98号，占地面积20亩，建筑面积2.27万平方米，是集临床研究、创新转化、智慧诊断与人才培养等功能于一体的科研院区。院区目前建有创新转化中心、实验动物中心、制剂中心和医用织物洗涤中心。四大中心涵盖细胞工程技术研发平台、创新药物工程技术研发平台、医疗器械研发和评价平台、体外诊断试剂研发平台、动物实验平台、中药临床评价与转化研究平台（浙江省中医药重点实验室）、制剂生产和医疗织物洗涤等多功能区块，为创新型项目提供物理空间和相应的配套服务；以转化、验证为主，可以完成从基础研究到临床批件申请的一站式服务工作；为科研人员提供动物实验相关支持；以中药制剂研发和制剂生产为依托，为医院特色诊疗服务提供个性化的药物支持；以信息化管理的模式，为全院提供清洁医疗织物等后勤保障。

#### 大学路科教基地
浙大一院大学路科教基地位于上城区老浙大直路17号，占地面积18.71亩，是一院的科研教学中心，是开展临床科学研究、培养医学人才和实施成果转化的重要基地。院区目前建有传染病诊治国家重点实验室平台（部分）、卫生部多器官联合移植重点实验室、浙江省胰腺病研究重点实验室、浙江省临床体外诊断技术研究重点实验室、浙江省血液肿瘤（诊治）重点实验室、浙江省精神障碍诊疗和防治重点实验室、浙江省药物临床研究与评价技术重点实验室、中心实验室、神经内科实验室、心内科实验室、消化内科实验室、胸外科实验室、肿瘤外科实验室、教学技能中心等多家国家、省部级重点实验室。院区以科研实验室、临床技能培训为依托，建立大型仪器共享平台，为全院科研人员提供实验平台、实验指导，开展多层次，多形式，全覆盖的临床科学研究和技能培训。

## 交通

### 总部一期（余杭）
- 杭州公交：浙大一院总部一期、浙大一院总部一期南门、绿汀路文一西路口、朱庙、万和桥
- 杭州地铁：3文一西路站，由D1出口出站
5葛巷站，由B出口出站

### 庆春院区
- 杭州公交：浙一医院
- 杭州地铁：5万安桥站，由C或D出口出站

### 之江院区
- 杭州公交：浙大一院之江院区（1405M、1407、1411、1413）、梧桐弄（289、500、549、1499、7601）、桕联东（289、500、549、7601）、绍兴沙（514、1407、1413、8514）
- 杭州地铁：6枫桦西路站，由C2出口出站再走1.2公里路程。

### 城站院区
- 杭州公交：城站火车站、清泰门、地铁城站站C口
- 杭州地铁：1 5城站站，由A3、B或C出口出站

## 荣誉
- 1988年，获浙江省文明医院称号
- 1995年，获全国卫生系统先进集体称号
- 1997年，获全国卫生文化建设先进集体
- 1999年，获全国百佳医院称号
- 2003年，获中国科教文卫体工会系统抗击非典先进集体称号
- 2005-2007年度，获全国医院管理年活动先进单位
- 2008年，获全国医德建设先进集体
- 2008年，获全省卫生系统汶川大地震抗震救灾先进集体
- 2009年，获全国医药卫生系统先进集体称号

## 事件
2021年1月22日上午，庆春院区6號樓5樓發生一起疑似爆炸物爆燃事件，3名醫護人員和一名病人受輕微傷。據杭州市公安局上城區分局通報，犯罪嫌疑人盧某某因長期患病，在多家醫院不能根治，遂產生報復心理。據醫院官方通報，本次事件與醫療活動無關。